# Granulieren
Als Granulieren oder Granieren (zu lat. granum, „Korn“, „Körnen“) bezeichnet man das Verwandeln von entweder großen Partikeln oder von sehr kleinen Partikeln mit unterschiedlicher Partikelgröße (Pulver) in ein Haufwerk mit Partikeln enger Partikelgröße. Granulieren ist eine Technik, die in vielen Bereichen Anwendung findet und immer dazu dient, den Stoff besser verarbeiten zu können.

## Verfahren

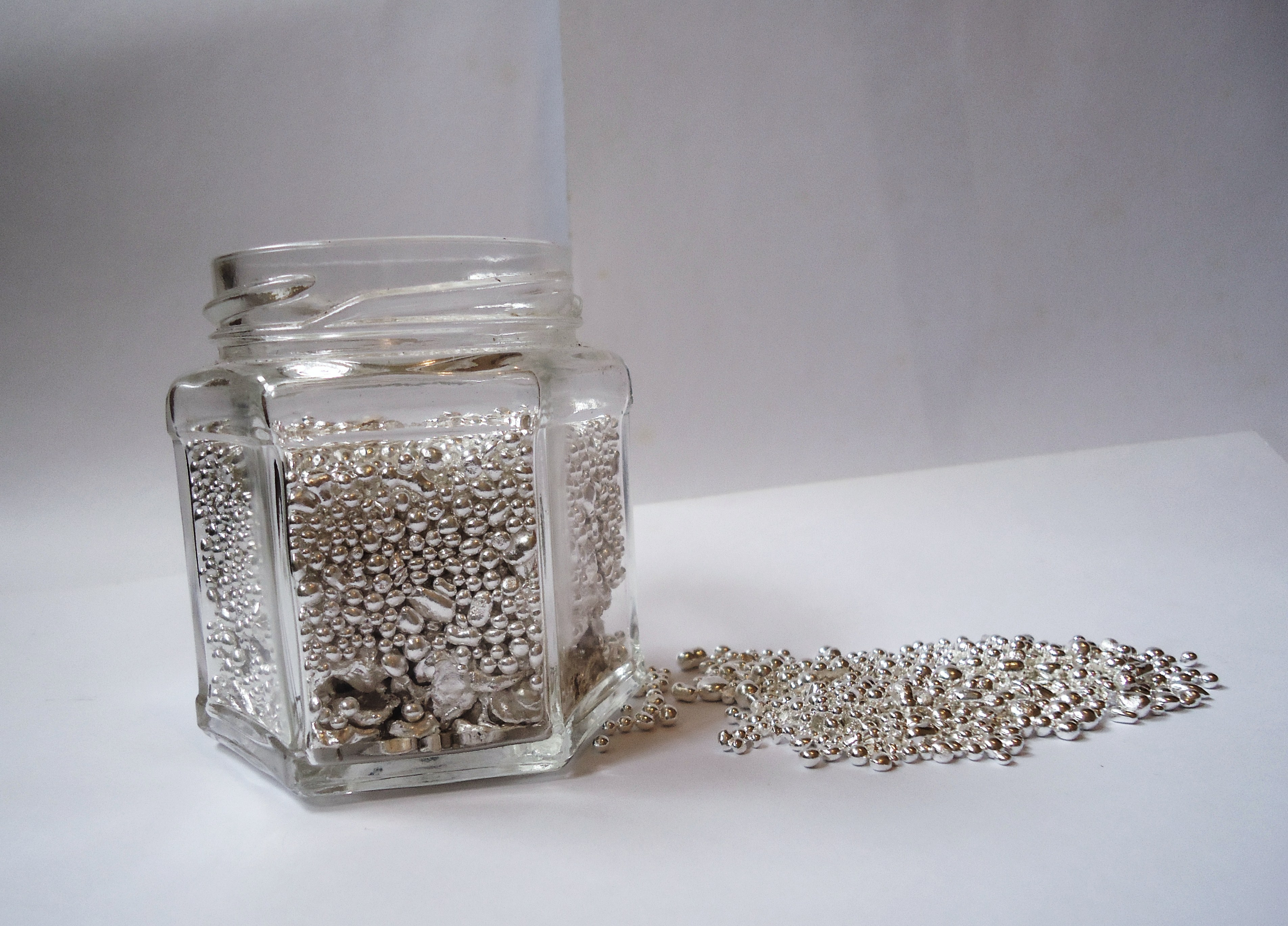
Silbergranalien

### Granulieren beim Goldschmieden
Man gießt zu diesem Zweck z. B. geschmolzenes Metall entweder in dünnem Strahl in kaltes Wasser unter beständigem Umrühren des Wassers oder durch einen nassen, über das Wasser gehaltenen und beständig gerüttelten Reisigbesen.
Leicht schmelzbare Metalle wie Zinn oder  Zink gießt man in eine inwendig stark mit Kreide ausgestrichene Büchse, setzt einen ebenfalls ausgestrichenen, genau schließenden Deckel auf und schüttelt, bis das Metall erkaltet ist. Größere Mengen körnt man in einer rotierenden Trommel (Granuliermaschine). Dabei entstehen perfekte Granalien. Werden nur wenige Kügelchen benötigt, so kann man sie auch einzeln aus sehr kleinen Metallspänen herstellen, indem diese sich durch die Oberflächenspannung beim Schmelzen zu einer kleinen Kugel zusammenziehen. Dabei bleibt jedoch im Gegensatz zu den in oben genannter Technik hergestellten Granulatkugeln die Auflagefläche abgeflacht.
Phosphor granuliert man, indem man denselben in einer halb mit warmem Wasser gefüllten und verschlossenen Flasche so lange schüttelt, bis er erstarrt ist.

### Zementherstellung
Bei der Zementherstellung in Granuliertrommeln werden aus gemahlenem Kalk und Zuschlagstoffen unter Zugabe von Wasser Granalien (Kugeln) gedreht die nach einem Brennprozess in Drehrohröfen zu Zement vermahlen werden.

### Granulieren in der Pharmazie
In der Pharmazie werden Granulate hauptsächlich zum Weiterverarbeiten, z. B. zur Herstellung von Tabletten oder zum Befüllen von Kapseln verwendet. Häufig verwendet ist die Feuchtgranulierung, bei der ein Feststoff aufgeschlämmt wird und dieses feuchte Material dann zerkleinert (z. B. durch Siebe) und getrocknet wird. Ein anderes Verfahren ist die Trockengranulierung oder auch Walzenkompaktierung, bei der Pulver durch einen Spalt zwischen zwei Walzen getrieben wird. Die entstandenen Schülpen werden dann an einem Sieb wieder zerkleinert. Des Weiteren findet man die Wirbelschichtgranulation, bei der einem Pulver, welches sich auf einem Luftbett befindet, Wasser zugesetzt wird.
Siehe auch: Granulate

### Gewürzherstellung
Bei der Herstellung von granulierten Gewürzen, vornehmlich Zwiebel und Knoblauch, werden die Produkte zunächst geschält und geschnitten. Nach dem Trocknen werden die Produkte gemahlen, um so das Würzgranulat zu erhalten.

## Anwendungen
In Granuliertechnik werden vor allem bei der Herstellung von Goldschmuck sehr kleine, durch Sieben in der Größe sortierte Goldkügelchen mit einem Durchmesser von ca. 0,3 mm einzeln in Ornamenten auf die Oberfläche des Schmuckstücks aufgebracht, ohne dabei miteinander zu verschmelzen. In Perfektion beherrschten diese schwierige Technik die Etrusker. Später geriet sie in Vergessenheit. Im 20. Jahrhundert wurden durch experimentelle Forschungen die alten Techniken nachvollzogen und werden heute wieder angewendet.